# Cisów (województwo podlaskie)
Cisów – wieś w Polsce położona w województwie podlaskim, w powiecie augustowskim, w gminie Sztabin.
Wieś magnacka położona była w końcu XVIII wieku w powiecie grodzieńskim województwa trockiego. W latach 1975–1998 miejscowość administracyjnie należała do województwa suwalskiego.
We wsi znajduje się muzeum hr. Karola Brzostowskiego, osoby niezwykle dla regionu zasłużonej, który zniósł pańszczyznę, wprowadzając dzierżawę ziemi i szereg innych nowoczesnych rozwiązań.

## Zabytki
- zespół dworski, 1 poł. XIX, nr rej.:29 z 2.05.1979
  - dwór, nr rej.:101 z 7.12.1957 oraz 228 z 24.10.1966
  - oficyna, nr rej.:102 z 7.12.1957 oraz 229 z 24.10.1966
  - park, nr rej.:103 z 7.12.1957[8].